# Werner Möller
Werner Möller (Pseudonym: Werner Stauffacher, * 6. Februar 1888 in Barmen; † 11. Januar 1919 in Berlin) war ein deutscher Journalist und Schriftsteller.

## Leben
Werner Möller war der Sohn eines Schuhmachers. Er war als Klempner tätig, engagierte sich früh in der Sozialdemokratie und veröffentlichte erste literarische Arbeiten in sozialdemokratischen Zeitungen (z. B. Freie Presse, Barmen). Ab 1914 gehörte er als entschiedener Kriegsgegner zu den Anhängern des linksradikalen SPD-Politikers Julian Borchardt. 1916 wurde Möller wegen Verteilens von Antikriegs-Flugblättern zu neun Monaten Gefängnishaft verurteilt. Nachdem er führendes Mitglied der linken Gruppierung Internationale Kommunisten Deutschlands in Berlin gewesen war, für deren Organ Arbeiterpolitik er Beiträge geliefert hatte, nahm er 1918 an der Novemberrevolution und als Berliner Delegierter der Internationalen Kommunisten Deutschlands am Gründungsparteitag der KPD teil. Möller gehörte Anfang Januar 1919 zu den führenden Köpfen bei der Besetzung des Verlagsgebäudes des Vorwärts. Berliner Volksblatt. Organ der revolutionären Arbeiterschaft Groß-Berlins während des Januaraufstandes; er fungierte während dieser Zeit als Schriftleiter des Blattes. Er wurde gemeinsam mit weiteren sechs Parlamentären, darunter auch Wolfgang Fernbach, von Angehörigen der Freikorpseinheit Regiment Potsdam auf Befehl von Gustav Noske ermordet. Seine Frau Klara Möller berichtete in einem Brief an Die Republik. Tageszeitung für die deutschen Arbeiterräte:
„Mein Mann wurde auch als Gefangener zur Garde-Dragonerkaserne gebracht und dort ist er ein Opfer der Soldateska geworden. […] Der Tod durch Erschießen wäre ein milder gewesen, doch die Verletzungen meines Gatten sind derartig, daß von Erschießen keine Rede sein kann. Um Sie zu überzeugen muß ich genaueres folgen lassen. Mein Mann hat nur einen Schuß in der oberen linken Seite, dann in der Brust eine breite Schnittwunde […] dann in der linken Halsseite eine große Wunde und zuletzt ist die linke untere Gesichtshälfte eingeschlagen, so daß auch fast das Ohr ab ist. […] Nur nebenbei will ich noch bemerken, daß man den Toten noch obendrein vollständig ausgeplündert hat“.
Werner Möller wurde am 25. Januar 1919 in der Gedenkstätte der Sozialisten beigesetzt.
Werner Möller schrieb Gedichte, die 1913 vorwiegend in der Tradition der sozialdemokratischen Arbeiterdichtung standen. In seinen letzten Gedichten „Die deutsche Revolution“, „Die Revolution“ und „Kommunismus“ klagte er den „Verrat“ der Revolution durch die SPD-Führer an, und wandte sich gegen die „schädliche Ideologie“ des Parlamentarismus.

„Doch ist zerronnen mancher Traum / Trotz alledem, der Freiheitsbaum / Wird dennoch Früchte tragen!“

## Werke
- Sturmgesang! Proletarische Gedichte. Selbstverlag, Barmen 1913.
- Krieg und Kampf. Gedichte. Handzeichnungen von Heinrich Vogeler. Chemnitzer Druck- und Verlags-Anstalt, Chemnitz 1919.
- Sturmgesang, Krieg und Kampf. Gedichte. Hrsg. und eingeleitet von Mathilde Dau. Akademie-Verlag, Berlin 1977 (=Textausgaben zur frühen sozialistischen Literatur in Deutschland Band 17)